# 球花毛麝香
球花毛麝香（学名：Adenosma indianum），为玄参科毛麝香属下的一个植物种。